# Cahama
Cahama – miasto w Angoli, w prowincji Cunene.